# 617
Évszázadok: 6. század – 7. század – 8. század
Évtizedek: 560-as évek – 570-es évek – 580-as évek – 590-es évek – 600-as évek – 610-es évek – 620-as évek – 630-as évek – 640-es évek – 650-es évek – 660-as évek
Évek: 612 – 613 – 614 – 615 –  616 – 617 – 618 – 619 – 620 – 621 – 622

## Események

### Bizánci Birodalom
- A bizánci–perzsa háborúban Sáhén Vahúmanzádagán elfoglalja a Boszporusz partján fekvő Khalkédónt, ahonnan már láthatja Konstantinápolyt. Hérakliosz császár kétségbeesett békeajánlattal áll elő, hatalmas éves adót hajlandó fizetni és a perzsa sah dönthet a császár személyéről, gyakorlatilag perzsa vazallussá téve az államot. II. Huszrau sah azonban elutasítja az ajánlatot. Sáhén kivonul Kis-Ázsiából, feltehetően a készülődő egyiptomi hadjárat miatt.
- Az avarok végigpusztítják Trákiát, egy hónapig sikertelenül ostromolják Thesszalonikit, és állítólag 270 ezer rabszolgát hurcolnak magukkal.

### Európa
- A bizánciak csapdába csalják és meggyilkolják Friuli fiatal hercegeit, Tassót és Kakkót. A trónt nagybátyjuk, II. Grisulf örökli.
- Edwin berniciai király megtámadja és megszállja Elmet briton királyságát.
- A wessexiek elleni harcban elesnek Sexræd és Sæward essexi királyok. A trónt az utóbbi fia, Sigeberht örökli.
- Eadbald kenti király megkeresztelkedik. A hírre az előző évben Galliába menekült Mellitus londoni püspök visszatér Kentbe.

### Kína
- Országszerte felkelések törnek ki Jang császár ellen. Az egyik legjelentősebb lázadó, Li Jüan (Tang hercege és Jang császár unokatestvére anyai ágon) a türkök segítségével elfoglalja a korábbi fővárost, Csangant és trónfosztottá nyilvánítva Jangot, császárrá kiáltja ki annak 12 éves unokáját, Jang Jut.

## Születések
- Vonhjo, koreai buddhista teológus

## Halálozások
- Trieri Szent Vendel, apát és remete
- Sexred, essexi király
- Tasso, Friuli hercege
- Kakko, Friuli hercege

## Fordítás
- Ez a szócikk részben vagy egészben  a(z)   617 című angol Wikipédia-szócikk ezen változatának fordításán alapul.  Az eredeti cikk szerkesztőit annak laptörténete sorolja fel. Ez a jelzés csupán a megfogalmazás eredetét és a szerzői jogokat jelzi, nem szolgál a cikkben szereplő információk forrásmegjelöléseként.